# Велоне-Орнето
Велоне-Орнето (фр. Velone-Orneto, корс. Velone è Ornetu) — коммуна во Франции, находится в регионе Корсика. Департамент коммуны — Верхняя Корсика. Входит в состав кантона Кастаньичча. Округ коммуны — Бастия.
Код INSEE коммуны — 2B340.

## Население
Население коммуны на 2008 год составляло 113 человек.
| 1962 | 1968 | 1975 | 1982 | 1990 | 1999 | 2008 |
| ---- | ---- | ---- | ---- | ---- | ---- | ---- |
| 158  | 178  | 124  | 113  | 109  | 113  | 113  |

## Экономика

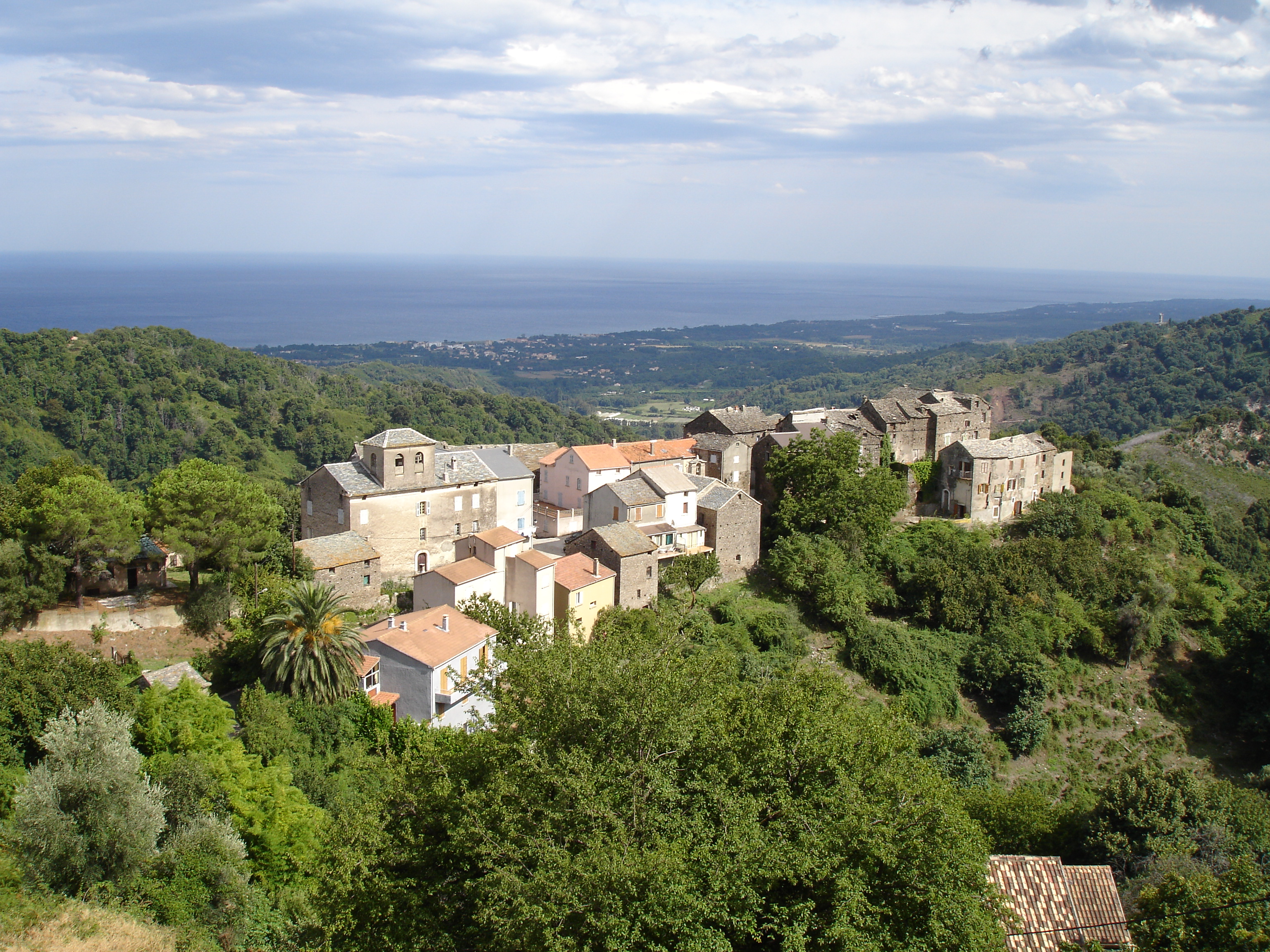
Велоне-Орнето

В 2007 году среди 70 человек в трудоспособном возрасте (15—64 лет) 50 были экономически активными, 20 — неактивными (показатель активности — 71,4 %, в 1999 году было 56,3 %). Из 50 активных работали 40 человек (22 мужчины и 18 женщин), безработных было 10 (3 мужчины и 7 женщин). Среди 20 неактивных 9 человек были учениками или студентами, 6 — пенсионерами, 5 были неактивными по другим причинам.